# ECO (チェス)
ECO (Encyclopaedia of Chess Openings) とは、チェスの序盤定跡の事典、およびその事典による定跡の分類体系のことである。書籍は、A～Eまでの5分冊でセルビアのベオグラードにある会社、Šahovski informator (Chess Informant) により出版されている。この書籍の特徴は、棋譜の解説に一切言語を使わず全てを記号で表現していることである。CD-ROM版でも発行されている。類似の書籍にModern Chess OpeningsやNunn's Chess Openingsがある。こちらは、英語で書かれており1冊になっている。
分類体系の方は、ECOコードとも呼ばれており、「シシリアン・ディフェンス」などの従来の名称のかわりに、序盤定跡をA00～E99までの500種類の記号で分類してある。ECOコードは、他の多くのチェス関連の書籍の解説にも使われている。

## ECOコードの概要
- 棋譜表記については、棋譜およびチェスを参照のこと。座標式 (algebraic chess notation) で表記。

### A
- 白の初手が、1.c4, 1.e4, 1.d4以外。:レティ・オープニング等。(A00-A09)
- 1.c4:イングリッシュ・オープニング。(A10-A39)
- 1.d4で、1...d5, 1...f5, 1...Nf6以外。(A40-A44)
- 1.d4 Nf6で、2.c4以外。(A45-A49)
- 1.d4 Nf6 2.c4で、2...e6, 2...g6以外。:ベノニ・ディフェンス等。(A50-A79)
- 1.d4 f5:ダッチ・ディフェンス。(A80-A99)

### B
- 1.e4で、1...c6, 1...c5, 1...e6, 1...e5以外。:ピルツ・ディフェンス等。(B00-B09)
- 1.e4 c6:カロ・カン・ディフェンス。(B10-B19)
- 1.e4 c5:シシリアン・ディフェンス。(B20-B99)

### C
- 1.e4 e6:フレンチ・ディフェンス。(C00-C19)
- 1.e4 e5で、2.Nf3,2.f4以外。:ウィーン布局等。(C20-C29)
- 1.e4 e5 2.f4:キングズ・ギャンビット。(C30-C39)
- 1.e4 e5 2.Nf3で、2...Nc6以外。:ペトロフ・ディフェンス等。(C40-C43)
- 1.e4 e5 2.Nf3 Nc6で、3.Bc4,3.Bb5以外。:フォー・ナイツ・ゲーム等。(C44-C49)
- 1.e4 e5 2.Nf3 Nc6 3.Bc4:イタリアン・ゲーム。(C50-C59)
- 1.e4 e5 2.Nf3 Nc6 3.Bb5:ルイ・ロペス。(C60-C99)

### D
- 1.d4 d5で、2.c4以外。:ヴェレソフ・オープニング等。(D00-D05)
- 1.d4 d5 2.c4で、2...c6, 2...dxc4, 2...e6以外。:アルビン・カウンター・ギャンビット等。(D06-D09)
- 1.d4 d5 2.c4 c6:スラヴ・ディフェンス。(D10-D19)
- 1.d4 d5 2.c4 dxc4:クイーンズ・ギャンビット・アクセプテッド。(D20-D29)
- 1.d4 d5 2.c4 e6:クイーンズ・ギャンビット・ディクラインド。(D30-D69)
- 1.d4 Nf6 2.c4 g6で、黒3...d5:グリュエンフェルド・ディフェンス。(D70-D99)

### E
- 1.d4 Nf6 2.c4 e6で、3.Nf3, 3.Nc3 Bb4以外:カタラン・オープニング等。(E00-E09)
- 1.d4 Nf6 2.c4 e6 3.Nf3:クイーンズ・インディアン・ディフェンス等。(E10-E19)
- 1.d4 Nf6 2.c4 e6 3.Nc3 Bb4:ニムゾ・インディアン・ディフェンス。(E20-E59)
- 1.d4 Nf6 2.c4 g6で、黒3...d5以外:キングズ・インディアン・ディフェンス。(E60-E99)